# Río Llaucano
Der Río Llaucano, alternativer Name: Río Llaucan, ist der 99 km lange rechte Quellfluss des Río Silaco in der nordperuanischen Region Cajamarca. Im Oberlauf in der Provinz Cajamarca heißt er auch Quebrada Honda.

## Flusslauf
Der Río Llaucano entspringt in der Provinz Cajamarca am Nordrand der Yanacocha-Mine auf einer Höhe von etwa 4040 m. Er fließt in nördlicher Richtung durch das Bergland der peruanischen Westkordillere. Bei Flusskilometer 75 erreicht er die Provinz Hualgayoc und durchquert diese. Bei Flusskilometer 67 passiert der Fluss die namengebende Ortschaft Llaucan. Bei Flusskilometer 58 fließt er östlich an der Provinzhauptstadt Bambamarca vorbei. Auf den unteren 40 Kilometern durchfließt der Fluss den Osten der Provinz Chota. Er trifft schließlich auf einer Höhe von etwa 900 m auf den von Westen heranströmenden Río Chilac und vereinigt sich mit diesem zum Río Silaco. Dieser mündet nach weiteren 26 Kilometern in den Río Marañón, linker Quellfluss des Amazonas.

## Einzugsgebiet
Der Río Llaucano entwässert ein Areal von etwa 1540 km² an der Ostseite der peruanischen Westkordillere. Das Einzugsgebiet des Río Llaucano grenzt im Osten an das des Río Marañón und des Río Las Yangas, im Süden an das des Río Cajamarca, im Südwesten an die Einzugsgebiete von Río Jequetepeque und Río Chancay, im Westen an das des Río Chotano sowie im Nordwesten an das des Río Chilac.